# Jauzé
Jauzé é uma comuna francesa na região administrativa do País do Loire, no departamento de Sarthe. Estende-se por uma área de 6 km². Em 2010 a comuna tinha 84 habitantes (densidade: 14 hab./km²).